# Стојан Батич
Стојан Батич (словен. Stojan Batič; Трбовље, 1925 – 2015) био је југословенски и словеначки вајар.

## Биографија
Рођен је 1925. године у Трбовљу. Током Другог светског рата, борио се на страни Народноослободилачког покрета Југославије. Академију ликовних уметности и ликовни курс завршио је у Љубљани 1951. године. Током студијских путовања боравио је у Италији, Француској и Немачкој. Први пут је излагао у Цетињу 1951. године. Године 1960, освојио је Прешернову награду за вајарски циклус „Рудари“. Бавио се опремом ентеријера прекоокеанских лађа.
Самосталне изложбе имао је у Љубљани, Марибору, Словењ Градецу, Београду, Болоњи, Бледу, Велењу и осталим местима. Излагао је на колективним изложбама у Југославији и иностранству код Друштва словеначких ликовних уметника, Савеза ликовних уметника Југославије, Савремене југословенске уметности, на Медитеранском бијеналу у Александрији 1955, Салону у Ријеци 1956. и 1963, на Јадранском бијеналу у Риминију 1961, Тријеналу ликовних уметности у Београду 1961. и 1964. године и остало.

## Стваралаштво
Током радног периода остварио је 37 споменика, 21 парковно пластично остварење, 53 опремељене пословне зграде и прекоокеанске лађе, преко 250 малих скулптура и 80 приватних портрета, 60 јавних портрета.
Неки од његових споменика у јавном простору су:
- Споменик палим борцима НОБ-а, Доњи Логатец 1958.
- Биста Мајде Врховник, Љубљана 1961.
- Споменик Борису Кидричу, Марибор 1963.
- Споменик кметовима-устаницима, Љубљана 1973.
- Биста Прежихова Воранца, Љубљана 1980.